# Abyssosaurus
Abyssosaurus là một chi thằn lằn cổ rắn, được Berezin mô tả khoa học năm 2011, từ mẫu vật ở Cộng hòa Chuvash, miền tây Nga.